# Władysław Wnęk
Władysław Wnęk – starosta w II Rzeczypospolitej.

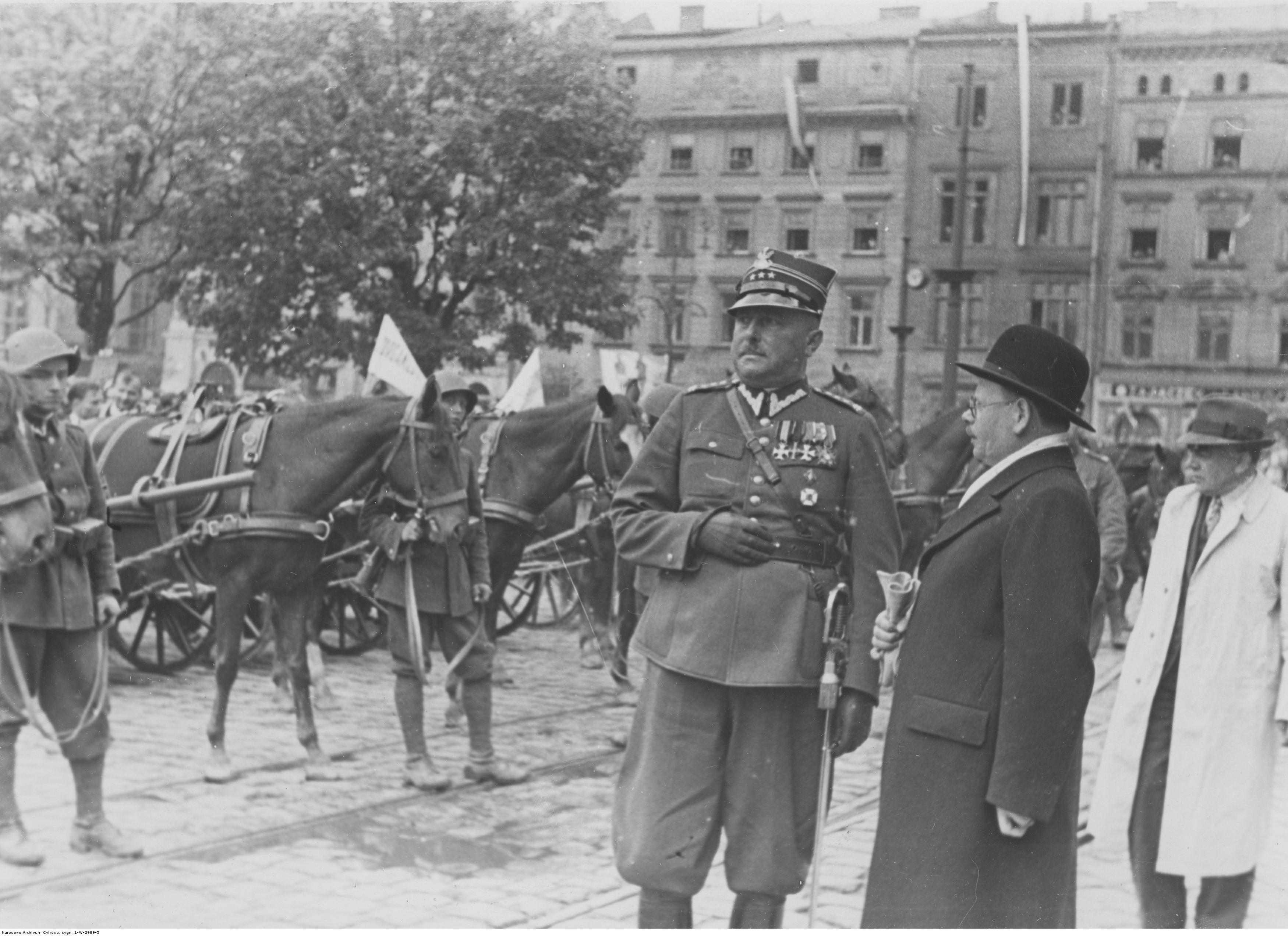
D-ca 20 pp płk Kazimierz Brożek i starosta krakowski dr Władysław Wnęk.

## Życiorys
Ukończył studia uzyskując tytuł doktora. Pod koniec lat 20. był referendarzem starostwa powiatu nowotarskiego. Od 9 stycznia 1930 mianowany starostą wielickim. Następnie od roku 1931 do sierpnia 1938 pełnił urząd starosty powiatu krakowskiego. Podczas pracy w Krakowie działał społecznie. Od 1932 zasiadał w Radzie Seniorów klubu piłkarskiego Wisła Kraków. Od 31 marca 1935 do 1 września 1939 był prezesem Zarządu Związku Straży Pożarnych Województwa Krakowskiego. Był członkiem Krajowego Obywatelskiego Komitetu Wykonawczego Budowy Muzeum Narodowego w Krakowie. W sierpniu 1938 został mianowany starostą powiatu stolińskiego. Na początku września 1938 poinformowano, że został starostą powiatu tarnopolskiego.

## Odznaczenie
- Złoty Krzyż Zasługi (9 listopada 1932)[13]